# William Smith (Lexikograf)

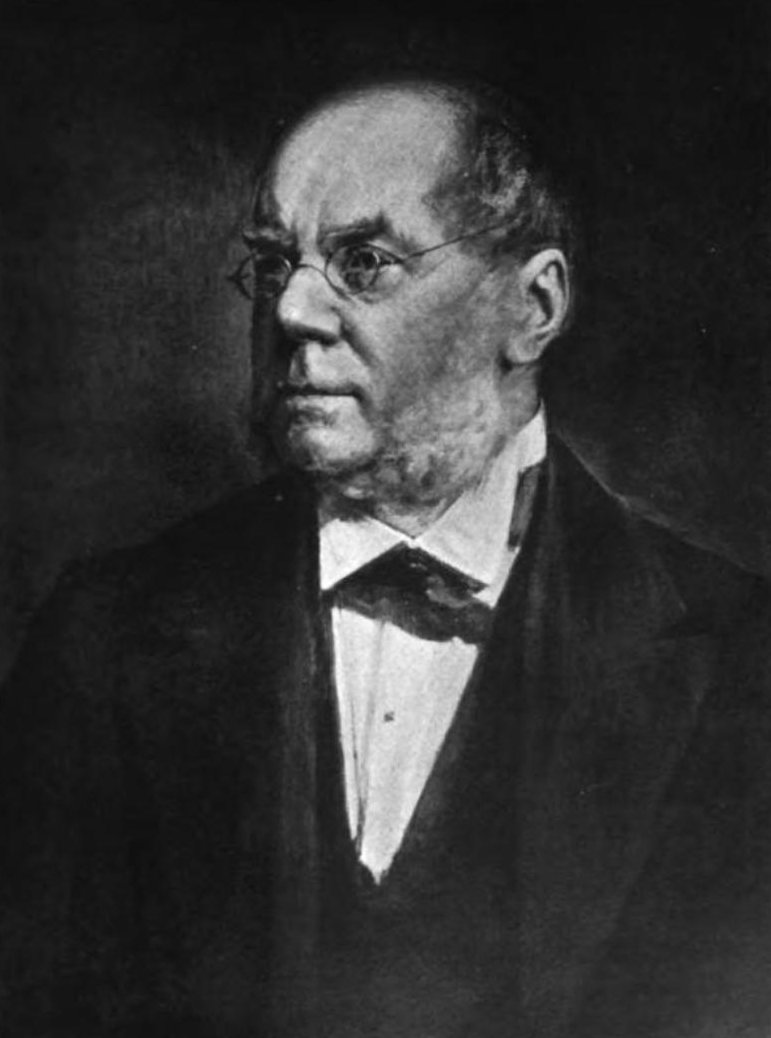
Sir William Smith. Gemälde von George Reid.

Sir William Smith (* 20. Mai 1813 in Enfield; † 7. Oktober 1893 in London) war ein britischer Klassischer Philologe und Lexikograf.

## Leben
Aus einem nonkonformistischen Elternhaus stammend sollte Smith zunächst Theologe werden, wurde dann aber Anwaltslehrling. Sein eigentliches Interesse galt jedoch der klassischen Philologie und Altertumskunde, in denen er sich als Autodidakt weiterbildete. 1830 begann er eine Ausbildung als Anwaltsgehilfe am Gray’s Inn, brach diese jedoch ab und nahm eine Stelle als Lehrer an der University College School an, einer Privatschule in Hampstead. Von da an widmete er sich lexikografischen Projekten.
Von 1853 bis 1869 war er Mitglied der Prüfungskommission in den klassischen Fächern an der University of London und nach seiner Emeritierung wurde er Mitglied des Senats der Universität. Von 1854 bis 1855 gab er die Werke von Edward Gibbon heraus und von 1867 bis zu seinem Tod war er Herausgeber der Quarterly Review. 1892 wurde er als Knight Bachelor in den Ritterstand erhoben.

## Werke
- 1842: Dictionary of Greek and Roman Antiquities
- 1844–1849: Dictionary of Greek and Roman Biography and Mythology 3 Bände (Nachdrucke in den Jahren 1850 bis 1880)
- 1854: Dictionary of Greek and Roman Geography
- 1860–1865: Dictionary of the Bible
- 1874: mit George Grove: An atlas of ancient geography, biblical & classical. To illustrate the Dictionary of the Bible and the classical dictionaries (Digitalisat)
- 1875–1880: mit Samuel Cheetham: Dictionary of Christian Antiquities
- 1877–1887: mit Henry Wace: Dictionary of Christian Biography